# Здание школы № 210 (Санкт-Петербург)

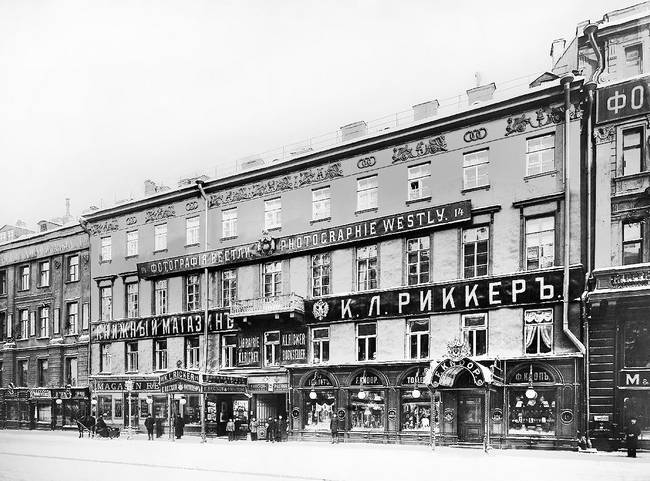
Старый дом 14

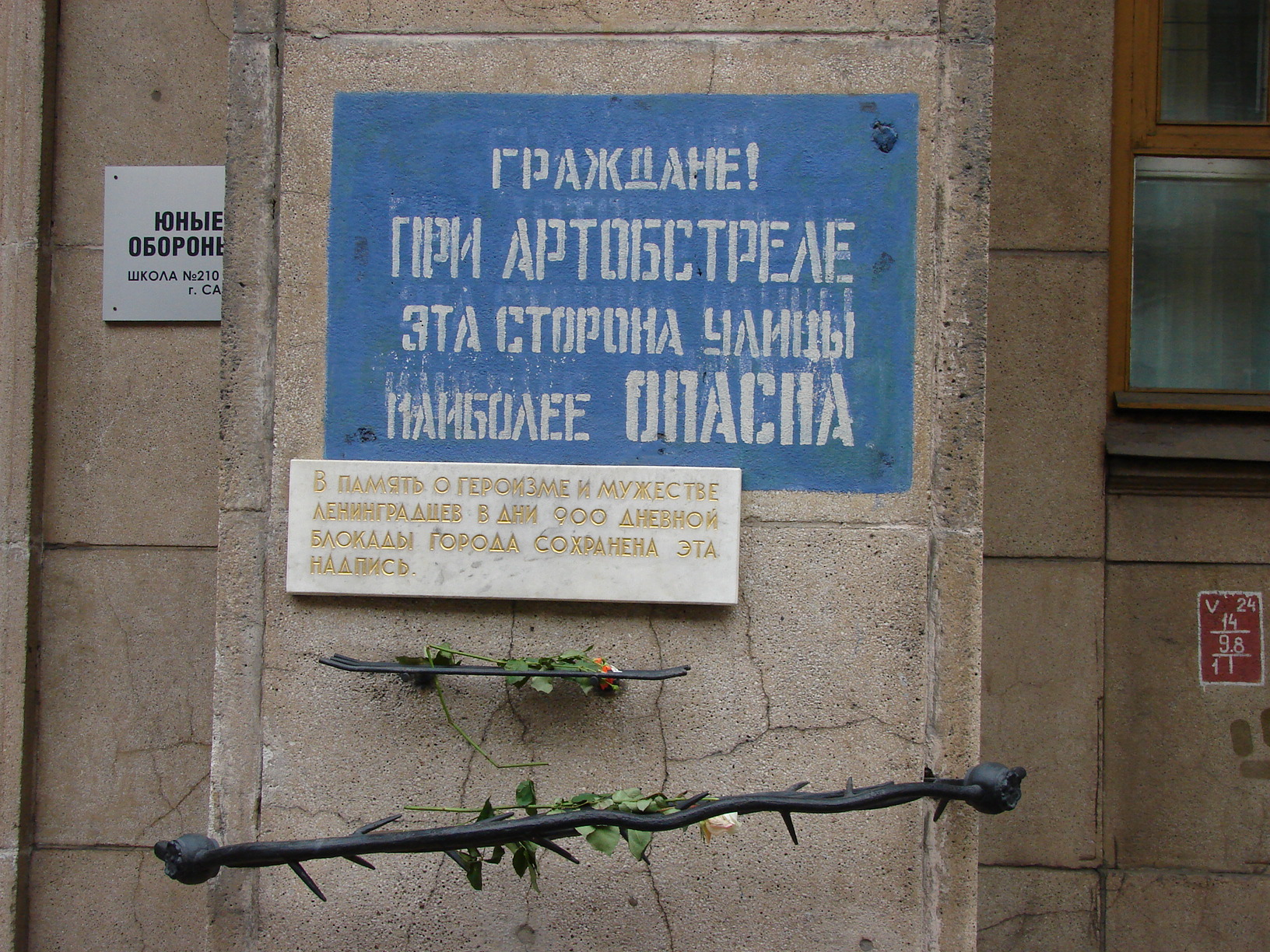
Памятная надпись

Здание школы № 210 — памятник архитектуры. Расположен в Санкт-Петербурге, современный адрес дома — Невский проспект, 14.

## Предыстория
Жилой дом на участке был построен в 1770-х годах для кофишенка Петра Васильевича Мышлевского по типовому проекту А. В. Квасова. Мышлевский владел участком до 1778 года, в 1781 году дом купил Антон Авраамович Будаков, в 1786 году покупателем стал Джон Пикерсгиль. С 1793 года домом владел Яков Иванович Жадимировский, для него дом перестроили в 1810-е годы. Когда он, а после и его сыновья умерли, дом купила вдова Александра Ивановича Полонского. В 1830-е годы дом принадлежал С. П. Мадерни, в 1853 году в доме открылась книжная лавка А. Мюнкса, в 1861 году это дело перешло Карлу Леопольдовичу Риккеру, который добавил к магазину собственное издательство. В середине 1870-х годов владельцем стал Густав Густавович Больдеман, затем им владели его сын и невестка. В одной из квартир во времена его владения супруги Прибытковы организовывали первые в Санкт-Петербурге спиритические сеансы и издавали журнал «Ребус», первый российский журнал, посвящённый медиумизму и запредельным явлениям.
В 1914 году дом был куплен С. П. Елисеевым, который продал его Московскому банку, и сломан в 1915 году. В. А. Щуко планировал построить на участке здание банка по образцу римского Палаццо Массимо, с неоренессансным фасадом, торжественной аркадой и многоярусным операционным залом, но вследствие Первой мировой войны и революции участок надолго остался незастроенным (отмечается, впрочем, что подобное здание не соответствовало бы общему строгому виду проспекта, в частности, расположенному напротив банку Вавельберга).

## Современное здание
В 1939 году по проекту Б. Р. Рубаненко (при участии Б. В. Дмитриевского) на участке была построена школа. За здание Рубаненко получил Сталинскую премию.
Участок был небольшой, надо было вписать его в существующую застройку, но выделить по сравнению с жилыми зданиями. В здании использованы некоторые приёмы из проекта В. А. Щуко — входная лоджия с пилонами и трёхъярусность. Инженер-конструктор Н. В. Максимов облицевал здание лёгкими железобетонными плитами, создав новый метод.
За время существования СССР здание стало единственным, построенным в исторической части Невского проспекта (от Адмиралтейства до площади Восстания).
Фасад расчленён на три яруса. Нижний завершается антаблементом, который поддерживают четыре пилястры и две колонны. В двух верхних ярусах проёмы объединены в группы (что рифмуется с фасадом дома 12). Фасад завершён выступающим карнизом с розетками и модульонами в кессонах. Дом был построен за 54 дня.
Открытие школы состоялось 6 октября 1939 года. В июне 1941 года школа была эвакуирована в Малую Вишеру, но спустя месяц директор Семён Яковлевич Басов принял решение вернуть школу и учеников в город. Уроки во время блокады продолжались, во время бомбёжек проходили в бомбоубежище.
В 1941 году на здание (как и на многие другие здания с южной стороны) была нанесена трафаретная надпись «Граждане! При артобстреле эта сторона улицы наиболее опасна». По окончании войны надпись стёрли, но восстановили в 1962 году по инициативе М. А. Дудина.
В 1945—1952 годах школа была мужской. Среди её выпускников — Михаил Борисович Пиотровский, Б. Р. Каменецкий, Алексей Юрьевич Герман. 27 января 1973 года в школе открыт Музей Юных Участников Обороны Ленинграда.